# Голограф на Радужном поле
«Голограф на Радужном поле» (яп. 虹ヶ原ホログラフ Нидзигахара хорогурафу) — манга Инио Асано, выходившая с ноября 2003 года по декабрь 2005 года в журнале QuickJapan издательства Ohta Publishing.

## Сюжет
Радужное поле (Нидзигахара) — место пересечения прошлого и настоящего семерых непохожих друг на друга людей. Детские страшилки, монстр в тоннеле, семейные секреты, «скелеты в шкафу», попытки изнасилования, убийства, вымогательства, извращения и необычно большая популяция бабочек — все эти отдельные ниточки постепенно сплетаются в единый узор «Конца Света Новой Эры».

## Выпуск
В Японии манга печаталась в журнале QuickJapan издательства Ohta Publishing. Полностью однотомник вышел 25 июля 2006 года. Fantagraphics Books приобрела лицензию на выпуск манги на английском языке 1 января 2013 года, указав на то, что данная работа будет гораздо мрачнее предыдущих двух их релизов, но все же по части их инициативы публиковать «уникальные художественные голоса». Манга в переводе Мэтта Торна была впоследствии опубликована 19 марта 2014 года. Манга также публиковалась во Франции и Италии издательством Panini Comics, в Испании издательством Ponent Mon и Milky Way Ediciones (переиздание), в Германии издательством Tokyopop, в Бразилии издательством JBC и в Тайвани издательством Taiwan Tohan. В России права на мангу принадлежат Фабрике комиксов.

## Восприятие
Манга была принята в целом одобрительно. Рецензенты похвалили сложное многослойное повествование и мрачную обволакивающую тревожную атмосферу, благодаря которой можно полностью проникнуться историей. Также был отмечен авторский символизм Асано и его подход к мелочам. Джейсон Томпсон c сайта Anime News Network посчитал мангу запутанной и мрачной, сказав при этом, что манга представляет собой единый «поток», с которым нужно уметь играть так, как это делает Инио Асано. Он также сравнил изображение тёмных сторона людей в произведении с фильмами Девида Линча. Сравнивая мангу с предыдущими работами Асано, Джоанна Карлсон из Comics Worth Reading сказала о манге, что «в ней тот же сильный акцент на персонажах, но более жуткий и жестоко разрушительный». Она пришла к выводу, что «сложное многослойное повествование вознаграждает внимательных». Ng Suat Tong из The Hooded Utilitarian о манге: «чудо повествовательного рукоделия и один из лучших комиксов, переведенных за последние годы». Журнал Publishers Weekly в опубликованном обзоре назвал мангу «тёмной и извращённой психологической хоррор-историей, в равной степени красивой и очень тревожной», добавив, что «она впечатлит и заставит читателей озадачиться, многим, вероятно, придётся не раз вернуться к ней, чтобы копать глубже и обнаружить что-то новое для себя». Хиллари Браун из Paste (журнал) сравнила мангу с фильмом Эффект бабочки. Лора Хадсон из Wired назвала мангу «западающим в память графическим романом», классифицируя его как хоррор-историю. «Это не очень простая или хорошая история, но она непоколебимая и красивая», говорит Браун в своей рецензии. Оливер Сава из AV Club описал мангу как «захватывающее произведение, испытывающее читателя». Кевин Черч из Comics Alliance похвалил сфокусированность сюжета произведения, сбалансированную и детальную символику Асано, а также реалистичное изображение эмоций персонажей. Рецензент нашёл Nijigahara Holograph намного сложнее, чем Solanin и назвал мангу стоящим вызовом, который «несёт ощутимый страх, который будет преследовать вас после того, как вы её отложите». Дэвид Берри из National Post обнаружил ошибку в чрезмерной индульгенции Асано, подразумевая, что все в манге связано, но назвал историю «которая все еще может захватывать уникальный момент с пронзительной эмоциональностью, оставляя чувства затянутыми, как вечерние тени».
Манга наметилась в списке The New York Times Manga Best Sellers, являясь 6-м бестселлером за неделю с 2 по 8 марта 2014 года. Манга была номинирована на премию «2014 Diamond Gem Awards», которая выбрана розничными торговцами комиксами на основе продаж для категории «Manga Trade Paperback of the Year». Пол Граветт внёс мангу в топ 10 манг 2014 года.